# Rugby Brescia
Maillots
Dernière mise à jour : 3 juillet 2012.
Le Rugby Brescia A.S.D est un club de rugby à XV italien basé à Brescia, participant au Championnat d'Italie de Série A2. Il a été fondé en 1928.

## Historique
La naissance du club remonte à 1928 sous le nom de XV Legione Leonessa d'Italia, ou XV Leonessa. Il est renommé AS Rugby Brescia lors de sa refondation en 1949. En 2002, l'équipe fusionne avec l'A.S. Rugby Rovato sous le nom Rugby Leonessa 1928. Elle a débuté en Série A en totalisant 19 victoires d'affilée et inscrivant un nombre record de points (111). Le club monte dès lors en Super 10 la saison suivante, mais est reléguée en 2004. La fusion prend fin au terme de la saison 2007-2008 et les deux clubs continuent leur chemin respectif.

## Palmarès
- Champion d'Italie (1) : 1975.
- Série A : 2003.

## Effectif actuel
| Nom | Poste | Date de naissance | Nationalité sportive | Sélections (PM) | Club précédent | Année d'arrivée au club |
| --- | ----- | ----------------- | -------------------- | --------------- | -------------- | ----------------------- |
|     |       |                   |                      | -               | -              | -                       |
|     |       |                   |                      | -               | -              | -                       |
|     |       |                   |                      | -               | -              | -                       |
|     |       |                   |                      | -               | -              | -                       |
|     |       |                   |                      | -               | -              | -                       |
|     |       |                   |                      | -               | -              | -                       |
|     |       |                   |                      | -               | -              | -                       |
|     |       |                   |                      | -               | -              | -                       |
|     |       |                   |                      | -               | -              | -                       |
|     |       |                   |                      | -               | -              | -                       |
|     |       |                   |                      | -               | -              | -                       |
|     |       |                   |                      | -               | -              | -                       |
|     |       |                   |                      | -               | -              | -                       |
|     |       |                   |                      | -               | -              | -                       |
|     |       |                   |                      | -               | -              | -                       |
|     |       |                   |                      | -               | -              | -                       |

## Joueurs célèbres
- Marco Bollesan
- Massimo Bonomi
- Dylan Mika
- Luca Tramontin
- Lorenzo Cittadini
- Juan Pablo Orlandi